# Казак Кривой Рог (памятник)
Казак Кривой Рог — памятник легендарному основателю города Кривой Рог, казаку Рогу.

## История
Идея создания памятника в честь легендарного основателя города впервые появилась в середине 1970-х годов, перед празднованием 200-летия города, но тогда её не приняли. В конце 1980-х годов глава города Григорий Гутовский сделал заказ скульптору Александру Васякину на создание двух скульптурных композиций — «Казак Кривой Рог» и «Ингулец и Саксагань». По проекту того времени, обе скульптуры должны были быть установлены на месте слияния двух рек, по обе стороны лодочной станции в парке имени Газеты «Правда», однако резкое ухудшение социально-экономической ситуации в стране помешало воплощению этих замыслов. Скульптор успел изготовить лишь форму для статуи казака Рога, когда финансирование было полностью прекращено. Все эти годы форма находилась в подвале Криворожской художественной школы № 1, где находилась мастерская скульптора.
Возобновил проект глава города Юрий Вилкул с рядом изменений — отказались от создания скульптуры «Ингулец и Саксагань», а также было изменено место расположения памятника — он должен будет находиться неподалёку от горисполкома. К процессу создания памятника активно привлекались меценаты и спонсоры. Статую отлили в бронзе в частной мастерской украинского скульптора Олега Пинчука.
Открытие памятника состоялось 28 мая 2011 года и было приурочено ко Дню города. В ходе театрализованного представления по поводу открытия памятника, роль казака Рога исполнил Народный артист Украины Владимир Полубоярцев.

## Характеристика
Скульптурная композиция изображает момент, когда казак сошёл с коня в месте впадения реки Саксагань в Ингулец.
Скульптура изготовлена из бронзы и установлена на постаменте из глыбы железной руды, которую незадолго до открытия памятника доставили из карьера предприятия «АрселорМиттал Кривой Рог». Вес постамента составляет около 62 тонн, вес скульптуры — 3 тонны. Общая высота памятника вместе с постаментом — 5,3 м.